# Rodnei
Rodnei Francisco de Lima (São Paulo, 1985. szeptember 11. –) brazil labdarúgó, aki jelenleg szabadúszó játékosa.

## Sikerei, díjai

### Klub
- Red Bull Salzburg:
  - Osztrák Bundesliga: 2013–14
  - Osztrák kupa: 2014